# モセス・ハーディ
モセス・ハーディ（Moses Hardy、1894年1月6日 - 2006年12月7日）は、アメリカのスーパーセンテナリアン。第一次世界大戦で戦った黒人の退役軍人であった。

## 来歴
1894年生まれ。(本人は1893年生まれと主張しているが国勢調査では1894年生まれとされている。)
1918年7月に第一次世界大戦が原因でフランスに行くまで、農業を行う生活を送っていた。翌年の7月に帰国する。
ジム・クロウ法時代のアフリカ系アメリカ人であるため、彼は分離されている白人将校の指揮する歩兵チームにあたり、さまざまな肉体労働などの任務が割り当てられた。主な任務は工兵の支援、料理、兵士の埋葬であったが、時には最前線の軍隊に物資の支給も行った。
ハーディは何度か戦闘を経験したが、1918年に膝にけがを負った以外は重傷を負ったことは一度もなく、戦闘に関する経験について話すことは滅多になかった。その代わりに、食べ物や当時の兵士、そしてフランスの天気についての話を語ることを好んでいた。
戦後、スクールバスの運転手、農家、執事、化粧品のセールスマンなど、さまざまな仕事に就き、それらは100歳の誕生日を過ぎても行っていた。その後、彼は、幾度かミシシッピ国家警備隊から特別メダルを授与された。
1999年、ミシシッピ州議会は、彼をミシシッピ州の優秀市民として認める決議を採択した。
ハーディの家は非常に宗教的な家であり、ハーディは後に出エジプト記20章12節にある「両親を敬うように」が彼のお気に入りの箇所であるということを語っている。
ハーディはかつてファニー・マーシャルという名前の女性と結婚しており、マーシャルとともに8人の子供を設けた。
ハーディ自身は、フランスへといった際、彼は「死ぬほど怖かった」 と家族に語っている。軍隊であった時以降、それ以来経験したことを何も恐れていなかったと発言していた。戦いの真っ只中でさえ、決して恐れることはなかったとされる。彼は、自身が食堂で緑色の水を飲むことに慣れたり、堅パンを食べたりするなど、食べ物や飲み物に関する多くの奇妙な経験を思い出していた。これに合わせ、ハムやチキン缶、時にコーヒーを飲んだり、プリンやパイをデザートに使用することがよくあったとされる。ハーディはまた、彼の友人の多くが戦死するのを目撃し、神への信仰に頼り、彼の人生で一番辛かったとされる時代を乗り越えた。 
その後、彼は、ウォルター・クロンカイトが主催した第一次世界大戦の退役軍人へのラジオインタビュー番組に、2006年にインタビューを受けた。彼は話すことができなかったが、彼の息子のヘイウッド・ハーディは、当時80歳であったが、父親が彼に話した話のいくつかを思い出せ、それを話していたとされる。
ハーディは第二次世界大戦に参加することはなかった。彼は仕事熱心で、伝えられるところによれば、彼は100歳を過ぎても数年間訪問販売を続けていたとされる。 彼はまた、75年以上にわたって教会で働いていた。 
ハーディの長寿の秘訣は、キャベツ、コーンブレッド、バターミルク、ジャガイモ、ドクターペッパーからなる毎日の食事と、彼が人生で飲酒を行わず、喫煙も行わないことにも起因している。彼の死の数年前まで、ハーディは彼の人生で、病気になっただけでは薬を服用したことはなかったとされる。
ハーディは2004年に足が不調になり、歩くことがほとんど不可能になるまで一人暮らしをしていた。彼はオプラ・ウィンフリー・ショーとプライスイズライトを見て日々を過ごしていた。
2006年に老衰で死去。彼の8人の子供のうち少なくとも3人より長生きしたとされた。また、彼には数十人の孫とひ孫がいたと報告された。晩年、軽度の認知症に苦しみ、話すことにやや苦労したが、死亡の前日まで頭脳明晰であったとされた。
逝去時、彼はミシシッピ州でこれまでに記録された最高齢の男性、そして世界で2番目に高齢の男性、第一次世界大戦の退役軍人として認められた。(当時は1891年生まれのエミリアーノ・メルカド・デル・トロが健在であったため)